# The Kylie Show
The Kylie Show es un espectáculo especial realizado por la australiana Kylie Minogue. Salió al aire en la ITV el 10 de noviembre de 2007 y fue grabado en los estudios de Londres. El espectáculo celebró los 20 años de la cantante en la música pop y sirvió como promoción de su décimo álbum X. 
El espectáculo fue patrocinado Royal Philharmonic Orchestra, así como el Crazy Horse Girls en bailarines. También incluyó memorables sketches, en particular, en la que su exnovio y la ex coestrella Jason Donovan (donde no la reconoce), y otro cuando tiene una pelea con su hermana, Dannii y Simon Cowell recibe un puñetazo por parte de ella. 
The Kylie Show también fue presentada en la Seven Network el 5 de febrero de 2008 a las 7:30 p. m..

## Repertorio
Sketch 1Charlene '07. Ella es encontrada por su chofer en un estado de ebriedad, actuando torpe. Está vestida como lo hacía en sus videos antiguos.
Can't Get You out of My Head (Greg Kurstin Remix)Kylie está vestida en el traje emblemático usado en su videoclip de WOW. Ella está comienza a cantar sobre un "pedestal" redondo, junto a gente bailando.
Sketch 2Encuentro con Jason Danovan. Kylie se encuentra con Jason Donovan, con quien hizo un dúo con la música Specially For You. Pero el cantante no la reconoce.
2 HeartsMinogue está vestida muy similar como en su videoclip homónimo.
Tears on My PillowEl escenario está escenificado como en los tiempos de la Segunda Guerra Mundial. La mayoría de los anfitriones están vestidos de cadetes y soldados, y Kylie está ataviada como una damicela.
Sketch 3El camarín de Kylie. Ella aparece presentando todos los materiales de su camarín.
WowEs el mismo escenario de la primera música cantada. Kylie está ataviada en un vestido como hecho de pompones. En el mismo pedestal está rodeado por modelos en trajes muy estrambóticos y futuristas.
Sketch 4Minogue vs. Minogue. Aparece Dannii Minogue vestida con un vestido, igual a Kylie. Pero cuando Kylie se peina, el cepillo se le escapa y se estampa, accidentalmente, en la cabeza de Dannii y provoca una pelea. Al final, Kylie le propina un puñetazo a Simon Cowell, cuando la dice: "Señora Minogue".
No More RainElla está vestido con un vestido muy suave. El escenario es de 2 Hearts, pero la iluminación se cambia a colores cálidos.
Got to Be CertainKylie canta sobre una escalera ancha junto a trompetistas y gente bailando.
Skecth 5La Carrera de Caballos. Es cuando Kylie es visitada por monjas que son sus fanáticas. En eso comienza la carrera de caballos, donde Kylie apostó. Pero cuando transcurre, Kylie comienza a gritar groserías porque el caballo esta por perder.
The OneKylie aparece bailando bajo una iluminación estrestocopica.
Sketch 6El ropero de Kylie: Kylie está buscando uno de sus prendas, pero cuando se encuentra a Mathew Horner vestida con un leotardo apretado.
I Believe In You (versión balada)Es una nueva versión en videoclip y a escala grises del sencillo, donde Minogue aparece cantando en un cuarto de espejos.
Sensitized (Discoboy's Radio Edit)Kylie aparece en un escenario cargado de rojo y cabalgando una toro mecánico de vinyl. Las bailarinas que la acompañan están casi a la desnudez.
Sketch 7Kylie Dibujando: Esta una escena muestra su otro "talento".
CosmicMinogue aparece delante un telón. Cuando llega el coro, se abre y revela una banda de violinista.